# Велике Михайловське
Велике Михайловське (рос. Большое Михайловское) — присілок в Калязінському районі Тверської області Російської Федерації.
Населення становить 45 осіб. Входить до складу муніципального утворення Нерльське сільське поселення.

## Історія
Від 2005 року входило до складу муніципального утворення Нерльське сільське поселення.

## Населення
| 1859 | 1905 | 1997 | 2002 | 2010 |
| ---- | ---- | ---- | ---- | ---- |
| 314  | ↗321 | ↘63  | ↘56  | ↘45  |